# Eden (Texas)
Eden ist eine Stadt im Concho County im US-Bundesstaat Texas in den Vereinigten Staaten. Das U.S. Census Bureau hat bei der Volkszählung 2020 eine Einwohnerzahl von 1100 ermittelt.

## Geographie
Die Stadt liegt an der Kreuzung des U.S. Highway 83 mit dem U.S. Highway 87 im Südosten des Countys, nahe dem geografischen Zentrum von Texas.

## Demografische Daten
Nach der Volkszählung im Jahr 2000 lebten hier 2.561 Menschen in 499 Haushalten und 333 Familien. Die Bevölkerungsdichte betrug 406,9 Einwohner pro km². Ethnisch betrachtet setzte sich die Bevölkerung zusammen aus 90,63 % weißer Bevölkerung, 1,52 % Afroamerikanern, 0,35 % amerikanischen Ureinwohnern, 0,04 % Asiaten, 0,16 % Bewohnern aus dem pazifischen Inselraum und 6,48 % aus anderen ethnischen Gruppen. Etwa 0,82 % waren gemischter Abstammung und 51,43 % der Bevölkerung waren spanischer oder lateinamerikanischer Abstammung.
Von den 499 Haushalten hatten 32,1 % Kinder unter 18 Jahre, die im Haushalt lebten. 51,9 % davon waren verheiratete, zusammenlebende Paare. 12,8 % waren allein erziehende Mütter und 33,1 % waren keine Familien. 31,7 % aller Haushalte waren Singlehaushalte und in 17,6 % lebten Menschen, die 65 Jahre oder älter waren. Die Durchschnittshaushaltsgröße betrug 2,39 und die durchschnittliche Größe einer Familie belief sich auf 3,00 Personen.
12,3 % der Bevölkerung waren unter 18 Jahre alt, 12,7 % von 18 bis 24, 47,4 % von 25 bis 44, 16,6 % von 45 bis 64, und 11,0 % die 65 Jahre oder älter waren. Das Durchschnittsalter war 34 Jahre. Auf 100 weibliche Personen aller Altersgruppen kamen 262,2 männliche Personen. Auf 100 Frauen im Alter von 18 Jahren und darüber kamen 320,6 Männer.

Das jährliche Durchschnittseinkommen eines Haushalts betrug 28.636 USD, das Durchschnittseinkommen einer Familie 34.750 USD. Männer hatten ein Durchschnittseinkommen von 17.341 USD gegenüber den Frauen mit 20.000 USD. Das Prokopfeinkommen betrug 12.119 USD. 15,6 % der Bevölkerung und 8,8 % der Familien lebten unterhalb der Armutsgrenze. Davon waren 21,8 % Kinder und Jugendliche unter 18 Jahren und 16,9 % waren 65 oder älter.